# Больцано-Новарезе
Больцано-Новарезе (італ. Bolzano Novarese, п'єм. Bolsan) — муніципалітет в Італії, у регіоні П'ємонт,  провінція Новара.
Больцано-Новарезе розташоване на відстані близько 540 км на північний захід від Рима, 100 км на північний схід від Турина, 38 км на північ від Новари.
Населення — 1179 осіб (2014).
Щорічний фестиваль відбувається 24 червня. Покровитель — святий Іван Хреститель.

## Демографія
Населення за роками:

Станом на 1 січня 2023 року в муніципалітеті офіційно проживали 43 іноземці з 13 країн, серед них 11 громадян країн Євросоюзу та 19 громадян України.

## Сусідні муніципалітети
- Амено
- Гоццано
- Інворіо
- Орта-Сан-Джуліо